# Szinnyei Júlia-emlékdíj
A Szinnyei Júlia-emlékdíj vagy Jelenkor-nívódíj - az alapító okirat szerint - „a Jelenkor előző évfolyamában megjelent legjobb írásért” jár, évente egy alkalommal. 1988-ban Benedek Mihály (Benedek Elek dédunokája és Szinnyei Júlia könyveinek a szerkesztője) alapította Szinnyei Júlia rá hagyott örökségéből. Az alapítási nevén 1989-től 2005-ig adták át a díjat.

## Története
1988-ban alapította Benedek Mihály, Szinnyei Júlia könyveinek szerkesztője Szépirodalmi Kiadóban, a Pécsett induló írónő végrendeletében őrá hagyott hagyatékrészéből. 1989–2005 között minden évben a megelőző évfolyam legjobb Jelenkor-publikációjáért, kuratóriumi döntés alapján ítélték oda.
A kuratórium tagjai: Ágoston Zoltán, Bertók László, Méhes Károly, Molnár G. Judit és Takáts József voltak.
Az emlékdíj tőkéjének elfogytával 2006-ban átkeresztelték Jelenkor-nívódíj-ra és a Jelenkor folyóirat új támogatói formában őrizte meg az elismerés hagyományát. Ekkor ketten kapták meg a kuratórium döntése alapján: egy szépíró és egy értekező szerző.
Az átadásra a folyóirat szerkesztőségének is otthont adó pécsi Művészetek és Irodalom Házában került sor minden év júniusában.

## Díjazottak
Szinnyei Júlia-emlékdíj
- 1990 – Makay Ida
- 1991 – Bertók László
- 1992 – Takáts József
- 1993 – Márton László
- 1994 – Darvasi László
- 1995 – Baka István
- 1996 – Csorba Győző (posztumusz)[1]
- 1997 – Závada Pál
- 1998 – Takács Zsuzsa
- 1999 – Garaczi László
- 2000 – Tolnai Ottó
- 2001 – Csuhai István
- 2002 – Forgách András
- 2003 – Thomka Beáta[2]
- 2004 – Parti Nagy Lajos[3]
- 2005 – Németh Gábor[4]

Jelenkor-nívódíj
- 2006 – Kőrösi Zoltán[5]
és Györffy Miklós[6]